# 袂花镇
袂花镇，是中华人民共和国广东省茂名市茂南区下辖的一个乡镇级行政单位。因为袂花江而得名。

## 行政区划
袂花镇下辖以下地区：
袂花社区、袂花村、龙湾村、叶屋村、荔枝车村、大路村、宋村、顿标村、古张村、北斗村、蕴陂村、邦决村、大塘边村、石九岭村、石浪村和新塘村。